# 窩利士
窩利士（Ken G. Wallis），生於英國，已退役英國裔香港足球運動員，司職前鋒，是香港當時衝刺型中鋒代表。於1963年開始代表香港足球代表隊，是早年港足洋將中出賽次數、入球最多的一人，在1963年至68年間踢了20場比賽入了8球。

## 足球生涯
窩利士在警察隊司職中鋒或右翼。1960年代，業餘球隊警察在甲組聯費中是一隊「黑馬」球隊，經常憑一代猛將窩利士及麥拉倫「雙鬼拍門」，所以常常有出乎意料的表現，在甲組聯賽中經常「爆冷門」。他們曾包辦在1965年11月14日對傑志的賽事當中的9球，一度是60年代的球壇佳話。窩利士在球員生涯末期，曾被足總保送至英國修讀足球教練課程 (同期保送的還有駱德興和陳輝洪)，並一度執教警察隊。窩利士亦熱愛木球及草地滾球運動，在九龍木球會有以他命名的獎金。1987年，窩利士把草地滾球引入警察俱樂部，更曾代表香港在草地滾球國際賽事獲獎。

## 外部連結
- 警官手記－－六十年代香港警隊的日子 （页面存档备份，存于）
- 警官手記